# ブレンネロ
ブレンネロ（イタリア語: Brennero ; ドイツ語: Brenner ブレンナー）は、イタリア共和国トレンティーノ＝アルト・アディジェ州ボルツァーノ自治県にある、人口約2,300人の基礎自治体（コムーネ）。
オーストリアとの国境であるブレンネロ峠（ブレンナー峠）がある。

## 地理

### 位置・広がり
ボルツァーノ自治県北部に所在するコムーネである。ブレンネロの集落はブレンナー峠上にあり、インスブルックの南南東約31km、ブレッサノーネの北北西約34km、県都ボルツァーノの北北東約57km、州都トレントの北北東約108kmに位置する。
町域は東西に長く、北にオーストリアのチロル州と接する。

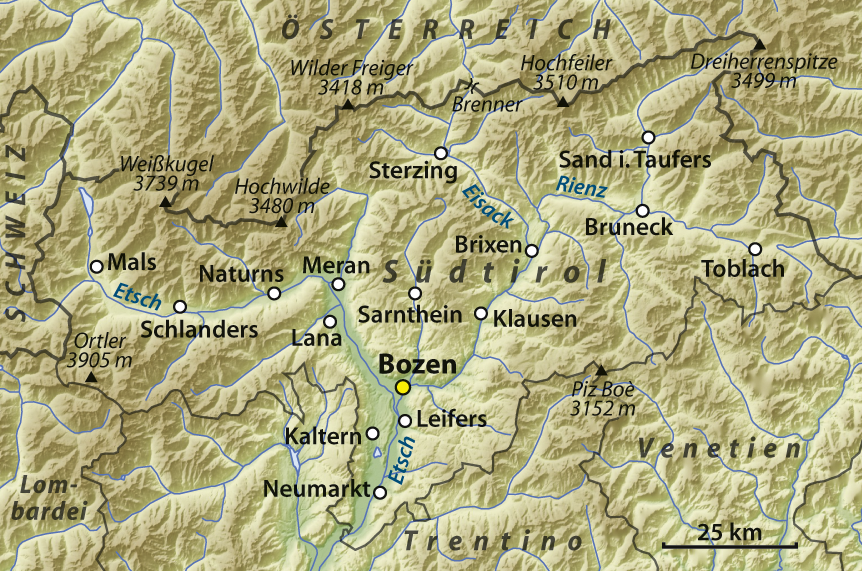
ボルツァーノ/南チロル自治県地図（地名はドイツ語表記）

#### 隣接コムーネ
隣接するコムーネ、およびそれに相当する行政区画は以下の通り。括弧内のAT-7はオーストリアのチロル州所属を示す。
- グリース・アム・ブレンナー（英語版） (AT-7) - 北
- ヴァル・ディ・ヴィッツェ - 南東
- ヴィピテーノ - 南
- ラチーネス - 南西
- ノイシュティフト・イム・シュトゥーバイタール（英語版） (AT-7) - 西
- クシュニッツ（英語版） (AT-7) - 北西
- オーバーンベルク・アム・ブレンナー（英語版） (AT-7) - 北西

- ブレンナー峠の国境標石
- ブレンナー峠の標識

## 行政

### 分離集落
ブレンネロには、以下の分離集落（フラツィオーネ）がある。
- Colle Isarco (Gossensaß), Fleres (Pflersch), Ponticolo (Pontigl), Terme di Brennero (Brennerbad), Moncucco (Giggelberg), S. Antonio (Sankt Anton)

## 住民

### 言語
| 言語集団調査（2011年） | 言語集団調査（2011年） | 言語集団調査（2011年） | 言語集団調査（2011年） | 言語集団調査（2011年） |
| ---------------------- | ---------------------- | ---------------------- | ---------------------- | ---------------------- |
|                        |                        |                        |                        |                        |
| ドイツ語               | ドイツ語               |                        | 80.86%                 | 80.86%                 |
| イタリア語             | イタリア語             |                        | 18.64%                 | 18.64%                 |
| ラディン語             | ラディン語             |                        | 0.50%                  | 0.50%                  |

2011年に行われた、住民がドイツ語・イタリア語・ラディン語のいずれの「言語集団」に属するかの調査によれば（ボルツァーノ自治県#言語集団調査参照）、約81%がドイツ語話者であり、イタリア語話者も約19%存在する。

## 交通
ブレンネロは、イタリアとオーストリアを結ぶ国境越えの要衝となっている。

### 鉄道
- ブレンナー鉄道 : インスブルック - トレント - ヴェローナ

ブレンネロ駅

### 道路
ブレンナー峠では、イタリアのアウトストラーダA22号線とオーストリアのアウトバーンA13号線 (Brenner Autobahn) が接続しており、欧州自動車道路E45号線に指定されている。在来道路では、イタリアの国道12号線（SS12）がオーストリアの国道182号線ブレンナー街道（B182） (de:Brennerstraße) と接続している。
欧州自動車道路
- E45号線 :A22を指定

〔… - インスブルック〕- ブレンネロ - 〔ボルツァーノ - トレント - …〕
高速道路
- アウトストラーダ A22

ブレンネロ - 〔ブレッサノーネ - ボルツァーノ - …〕
国道
- SS12 (it:Strada statale 12 dell'Abetone e del Brennero)